# 狗奴國
狗奴國是西晋陈寿作《三國志》中《魏志·烏丸鮮卑東夷傳》倭人條（通稱魏志倭人傳）中所記載的倭人部落之一。

## 概览
根據記載，公元2世紀末倭國大亂，分成許多小部落，而邪馬台國是當時最強大的部落聯盟政權。狗奴國位於邪馬台的屬地奴國之南，是卑彌呼奠定邪馬台之霸權後，唯一不臣服屬於邪馬台並持續與之交戰抵抗的部落。
其南有狗奴國，男子爲王，其官有狗古智卑狗，不屬女王。自郡至女王國萬二千餘里。

(中略)

其八年，太守王頎到官。倭女王卑彌呼與狗奴國頭目卑彌弓呼素不和，遣倭載斯、烏越等詣郡說相攻擊狀。
 — 陈寿， 三国志/卷30
狗奴國國頭目名叫卑彌弓呼，但掌握實權的長老名叫狗古智卑狗。卑彌弓呼與邪馬台國女頭目卑彌呼素來不和，兩方互相攻擊。正始八年（247年），卑彌呼派遣載斯、烏越出使曹魏，向帶方郡太守王頎陳述兩方交戰的情況。但魏少帝曹芳決定不參與戰爭，僅派遣塞曹掾史張政攜詔書與黃幢（一種具有特殊榮譽的軍旗）前往詔諭。不久以後，卑彌呼逝世，但戰爭仍然持續。

## 狗奴國的位置
狗奴國位於邪馬台國之南，但因邪馬台國的具體位置有爭議，有畿內說和北九州說兩種不同的說法，因此狗奴國的位置也有爭議。支持畿內說者，認為狗奴國位於熊野、濃尾平野（桑名、加納）、毛野國或出雲地方等地；支持北九州說者，則認為位於肥後國菊池郡或球磨郡等地；而內藤湖南則認為狗奴國就是《日本書紀》中的熊襲。

## 狗奴國與倭王權的關係
關於狗奴國與倭王權的關係，目前主流的觀點共有消滅說、繼承說、東遷說和逃亡說四種。
- 消滅說：狗奴國為邪馬台國所滅。
- 東遷說：狗奴國滅邪馬台國，後來東征，成為倭王權的母體。
- 繼承說：狗奴國發展成為後來的熊襲國。
- 逃亡說：狗奴國受到邪馬台國的壓迫，向東逃亡，並發展成為後來的倭王權。

## 腳註
1. ↑  《狗奴国考》，山田孝雄著。《世界 83号》（京華日報社，1910年）等。
2. ↑  《倭女王卑弥呼考》，白鳥庫吉著，《白鳥庫吉全集》（岩波書店，1969年）等。